# Jüdischer Friedhof (Buchenau)

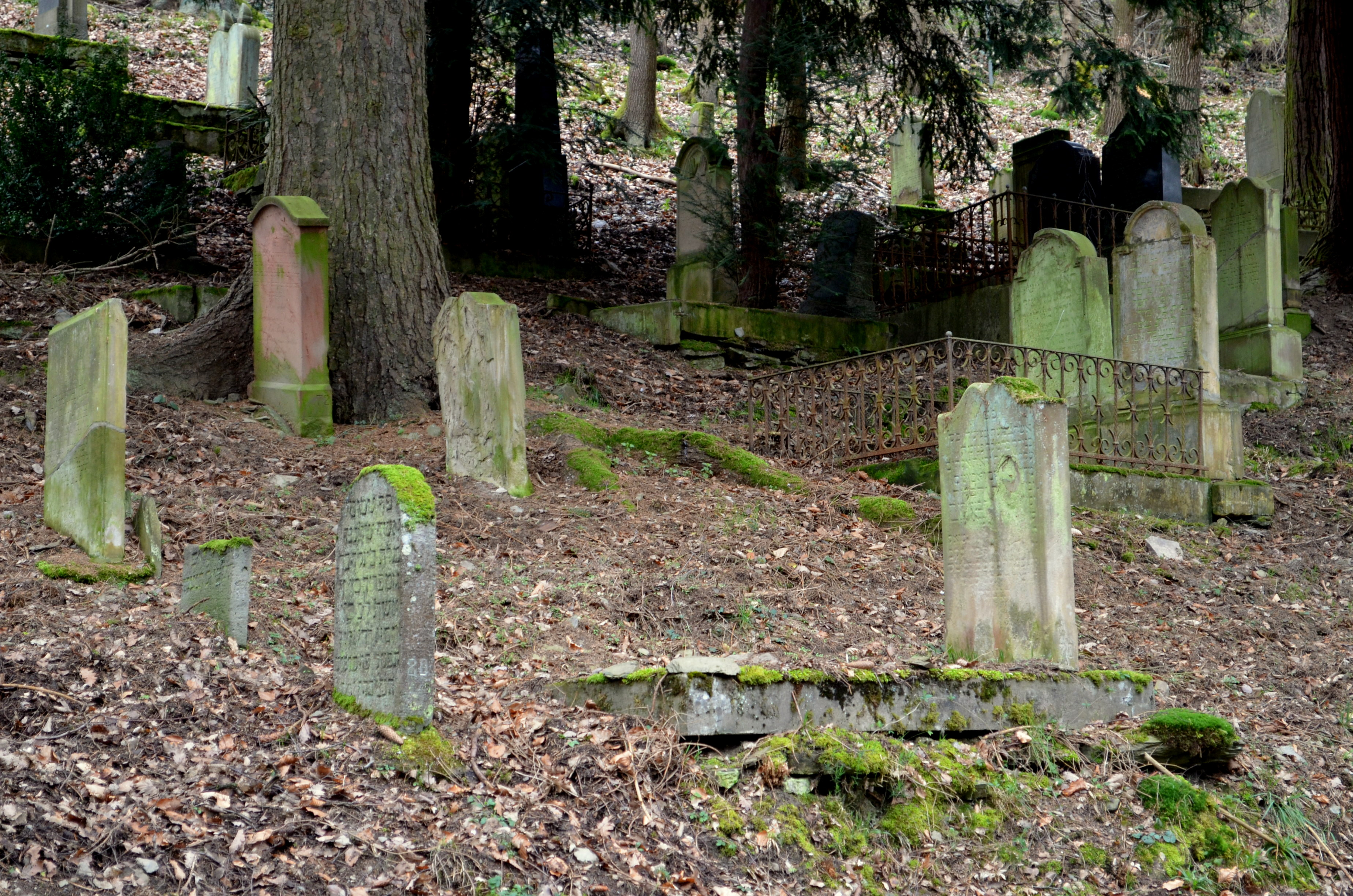
Grabsteine auf dem jüdischen Friedhof in Buchenau

Der Jüdische Friedhof Buchenau ist eine alte Begräbnisstätte der Juden im Ortsteil Buchenau von Boppard im Rhein-Hunsrück-Kreis in Rheinland-Pfalz. Der jüdische Friedhof ist ein geschütztes Kulturdenkmal.

## Geschichte
In Boppard und Bacharach bestanden spätestens im 12. Jahrhundert jüdische Gemeinden. Im Jahr 1866 wurde die ehemalige Bopparder Synagoge in der Bingergasse erbaut. Sie ersetzte das bis dahin als Synagoge dienenden Zimmer in der Rheingasse.
Die Anfänge des jüdischen Friedhofs reichen bis in die Zeit des Dreißigjährigen Krieges zurück. Im Jahr 1942 wurde der Friedhof durch die Nationalsozialisten zwangsenteignet. Die Rückerstattung erfolgte in den Jahren 1946/49. Die letzte Bestattung wurde im Jahr 1961 vorgenommen. Doch schon seit der Mitte des 19. Jahrhunderts wurden die Toten überwiegend im jüdischen Friedhof von Holzfeld beigesetzt. Im Jahr 1964 wurden auf dem Friedhof in Buchenau Umgestaltungsmaßnahmen durchgeführt und 1977 wurden umgestürzte Grabsteine wiederhergestellt.

## Beschreibung
Der Friedhof, der in einem Seitental südlich des Stadtteils Buchenau liegt und eine Fläche von 4.241 m² hat, ist der älteste und größte unter den wenigen am Mittelrhein erhaltenen jüdischen Friedhöfen. Umgeben ist der Friedhof von einer Mauer mit einem schmiedeeisernen Tor aus der Zeit um 1865. Die ältesten der etwa 150 Grabsteine stehen im hinteren Abschnitt, von wo aus die Belegung nach Osten hin fortgesetzt wurde. Entsprechend befinden sich die Gräber des 19. und 20. Jahrhunderts hauptsächlich im vorderen Bereich. Die Grabsteine sind einheitlich in Falllinien mit den Inschriften nach Osten ausgerichtet. Erst im 19. Jahrhundert wurde die strikte Reihenanordnung teilweise unterbrochen.
Etwa 130 der 150 Grabsteine sind neueren Datums. Sie stammen aus dem späten 19. Jahrhundert und dem ersten Drittel des 20. Jahrhunderts. Das jüngste Grab stammt von 1961. Diese jüngeren Steine tragen neben der hebräischen Inschrift auf der Vorderseite auch eine deutschsprachige in lateinischer Schrift auf der Rückseite. Etwa 20 Grabsteine sind älteren Datums. Sie haben alle die Form einer Gesetzestafel. Vorwiegend haben sie einen rundbogigen, vereinzelt auch einen segmentbogigen Abschluss. Auch unter den jüngeren Grabsteinen herrscht dieser Typus vor. Aus dem letzten Drittel des 19. Jahrhunderts sind einige Grabeinfriedungen mit Schmiedeeisengittern erhalten. Abweichende Grabsteinformen gibt es erst in jüngerer Zeit, so haben zum Beispiel einige Grabsteine aus dem 20. Jahrhundert Stelen mit Eckakroteren. Hauptsächlich bestehen die Grabsteine aus Basaltlava. Unter den jüngeren finden sich auch welche aus Sandstein und bei den Grabsteinen aus dem 20. Jahrhundert gibt es auch welche aus Marmor.

## Denkmalschutz
Seit 2002 ist der jüdische Friedhof in Buchenau Teil des UNESCO-Welterbes Oberes Mittelrheintal. Außerdem ist der Friedhof geschützt als eingetragenes Kulturdenkmal (Denkmalzone) im Sinne des Denkmalschutz- und -pflegegesetzes (DSchG) des Landes Rheinland-Pfalz.